# 東急建設
東急建設株式会社（とうきゅうけんせつ、Tokyu Construction Co., Ltd.）は、東京都渋谷区に本社を置く、東急グループの総合建設会社（準大手ゼネコン）。東急株式会社の持分法適用関連会社である。JPX日経中小型株指数の構成銘柄の一つ。

## 概要
建築が主力事業であり、その他、土木事業も手がけ、鉄道関連工事においては独自技術を有する。
住宅等中規模木造建設事業も手がけており、東急電鉄の地盤を生かし渋谷、たまプラーザや南町田などで都市開発を行う。

## 沿革
- 1945年（昭和20年）9月 - 東京急行電鉄が社内に臨時戦後復興委員会を設置、東急事業団として建設会社の設立を検討。
- 1946年（昭和21年）3月 - 東京建設工業を設立。
- 1954年（昭和29年）8月 - 東京建設工業が東急不動産と合併、東急不動産の建設工業部となる。
- 1959年（昭和34年）11月 - 東急不動産から分離し旧東急建設を設立。
- 1963年（昭和38年）
  - 6月 - 関東民生産業と合併。
  - 9月 - 東京証券取引所二部に上場。
- 1967年（昭和42年）
  - 1月 - 道路部門を分社し、東急道路（現：世紀東急工業）を設立。
  - 8月 - 東京証券取引所一部に上場。
- 2003年（平成15年）
  - 4月10日 - 事業分割による建設部門再編を計画。前身となるTCホールディングズを設立。
  - 10月 - 旧東急建設の建設部門を元に、TCホールディングスを新東急建設に改称。建設事業譲渡後の東急建設をTCプロパティーズに改称（2011年3月清算結了）。新東急建設（旧TCホールディングス）が代わって東証一部に上場。

## 主な施工実績

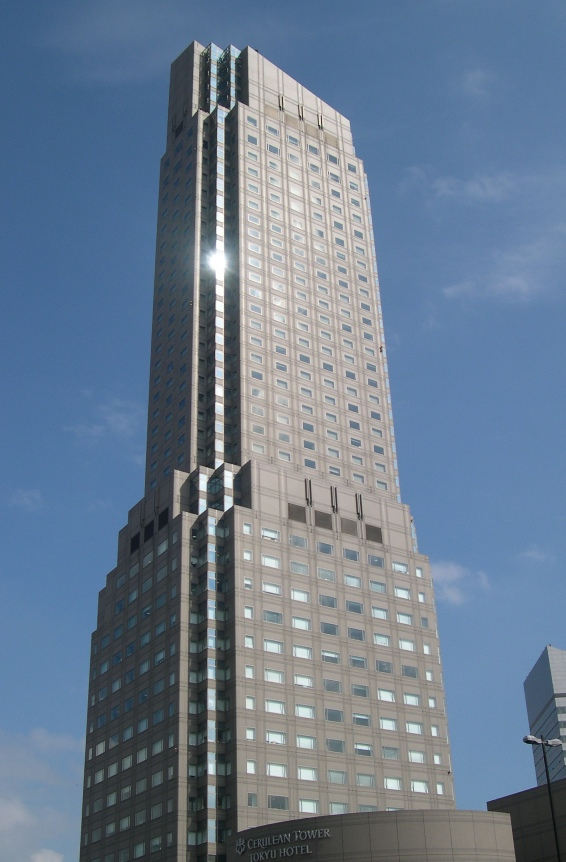
セルリアンタワー

| 渋谷近辺の施設 - 渋谷スクランブルスクエア - 渋谷ストリーム - 渋谷ヒカリエ - 渋谷マークシティ - SHIBUYA109 - QFRONT - セルリアンタワー - Bunkamura（オーチャードホール等） | - 浜松町スクエア - 青山学院大学（相模原キャンパス、青山学院アスタジオ） - 慶應義塾大学（看護医療学部校舎） - 亜細亜大学 (武蔵野キャンパス、5号館） - 帝京大学（メディアライブラリーセンター） | - 出水駅 - いわて沼宮内駅 - 金原ダム（長野県東御市） - 枚方東インターチェンジ - 丸子橋 - さわやかちば県民プラザ - 大平和祈念塔（PLの塔） |

現時点でも数十案件の設計・施工を行っている。

## 関連会社
- 国内
  - 東建産業株式会社
  - 東急リニューアル株式会社
  - 株式会社プランタールファーム
- 海外
  - Ch. KARNCHANG-TOKYU CONSTRUCTION CO., LTD.
  - PT. TOKYU CONSTRUCTION INDONESIA
  - GOLDEN TOKYU CONSTRUCTION CO., LTD.
  - INDOCHINE ENGINEERING LIMITED